# Narancsfejű törpepapagáj
A narancsfejű törpepapagáj (Agapornis pullarius) a madarak osztályának a papagájalakúak (Psittaciformes) rendjébe, ezen belül a szakállaspapagáj-félék (Psittaculidae) családjába tartozó faj.

## Előfordulása
A nyugat-afrikai Sierra Leonétól Kamerunig, Észak-Angoláig található meg.

## Megjelenése
Testhossza 13-15 centiméter. A hím alapszíne fényeszöld. Fejének teteje, oldala és a toroktájéka narancsszínű. Alsó testfelülete sárgás, farcsíkja kékes. Evezőtollai barnásfeketék, a legbelső karevezői zöldek, a szárnyfedői zöldek, az alsó szárnyfedők feketék, a szárnyorma is fekete. Az írisze sötétbarna. A csőrének felső kávája mínimumvörös, az alsó halványabb, a lába szürke. A tojó valamivel sárgább, vöröses-narancsos fejszíne is halványabb. Szárnyorma és az alsó szárnyfedők zöldek, a farcsík kékje halványabb. A hím fiókák már kikelés után felismerhetők a fekete alsó szárnyfedőkről. Hangja kellemes, nem hangos citt-cett.

## Életmódja
Fűmagvakkal táplálkozik.

## Szaporodása
Gyakran termeszvárban fészkel. A fészekanyagot szárnytollai között szállítja. Dürgéskor a hím szárnyát rezegteti, bókol, eteti a tojót, a farkával legyez. Párzás után a tojó siránkozó hangokat hallat. A tojó egyedül költ; az odúban a hím napjában többször is megeteti. A fészekalja 3-5 tojás, a költési idő 22 nap, a fészkelési idő 5-6 hét.